# Uri Martins
Uri Martins Sandoval (Cuernavaca, 7 augustus 1990) is een Mexicaans voormalig professioneel wielrenner. Hij reed zijn gehele carrière voor Amore & Vita.

## Carrière
In 2011 won Martins het nationale kampioenschap tijdrijden voor beloften, door het parcours 37 seconden sneller af te leggen dan Luis Lemus. Twee jaar later nam hij deel aan de wegwedstrijd op het wereldkampioenschap. Die door Rui Costa gewonnen wedstrijd reed de Mexicaan niet uit.
In 2017 werd Martins derde in zowel de tijdrit als de wegwedstrijd tijdens de nationale kampioenschappen. In de tijdrit was Ignacio Prado ruim een minuut sneller, een dag later moest Martins zijn meerdere erkennen in Efrén Santos en Eduardo Corte.

## Overwinningen
2011
 Mexicaans kampioen tijdrijden, Beloften

## Resultaten in voornaamste wedstrijden
| Jaar |  | WK op de weg |
| ---- |  | ------------ |
| 2013 |  | opgave       |

## Ploegen
- 2012 –  Amore & Vita
- 2013 –  Amore & Vita
- 2014 –  Amore & Vita-Selle SMP
- 2015 –  Amore & Vita-Selle SMP
- 2016 –  Amore & Vita-Selle SMP
- 2017 –  Amore & Vita-Selle SMP presented by Fondriest

Bani · Celano · Ficara · Fredjoek · Gavazzi · Halilaj · Hishinuma · Kogoet · Lunardon · Manko · Martins · Movtsjan · Ponomarenko · Rjaposov · Tarkovski · Zamparella
Banushi · Bernardinetti · Celano · Elorza · Ficara · Galarreta · Grembi · Halilaj · Jovtsjev · Martins · Miralles · Mukaj · Sufa · Velia · Zamparella · Zmorka · Covili (stagiair) · Mancini (stagiair)